# بوغري
بوغري (بالبرتغالية: Bugre‏)؛ بلدية في ولاية ميناس جيرايس في المنطقة الجنوبية الشرقية من البرازيل.